# Sweet Sixteen (álbum de Royal Trux)
Sweet Sixteen es el sexto álbum de estudio de Royal Trux. Fue lanzado el 11 de febrero de 1997. Es el único álbum de la banda en no ser lanzado en formato LP.

## Lista de canciones
Todas las canciones fueron escritas por Neil Hagerty y Jennifer Herrema.
Todas las canciones escritas y compuestas por Neil Hagerty and Jennifer Herrema. 
| N.º | Título                          | Duración |  |
| 1.  | «Don't Try Too Hard»            | 4:09     |  |
| 2.  | «Morphic Resident»              | 4:50     |  |
| 3.  | «The Pickup»                    | 5:24     |  |
| 4.  | «Cold Joint»                    | 4:58     |  |
| 5.  | «Golden Rules»                  | 4:13     |  |
| 6.  | «You'll Be Staying in Room 323» | 4:15     |  |
| 7.  | «Can't Have It Both Ways»       | 4:39     |  |
| 8.  | «10 Days 12 Nights»             | 4:21     |  |
| 9.  | «Microwave Made»                | 4:54     |  |
| 10. | «Sweet Sixteen»                 | 4:37     |  |
| 11. | «I'm Looking Through You»       | 4:15     |  |
| 12. | «Roswell Seeds and Stems»       | 4:03     |  |
| 13. | «Pol Pot Pie»                   | 4:16     |  |